# Trachelyopterichthys
Trachelyopterichthys is een geslacht van straalvinnige vissen uit de familie van de houtmeervallen (Auchenipteridae).

## Soorten
- Trachelyopterichthys anduzei Ferraris & Fernandez, 1987
- Trachelyopterichthys taeniatus (Kner, 1858)